# Нурецький хукумат
Нурецький район (тадж. Ноҳияи Норак) — адміністративна одиниця другого порядку в складі Хатлонського вілояту Таджикистану. Центр — місто Нурек (не входить до складу району), розташований за 51 км від Душанбе.

## Географія
Нохія розташована в долині річки Вахшу. На заході межує з Яванським, на півдні — з Дангаринським та Темурмаліцьким, на сході — з Бальджувонським районами Хатлонського вілояту, на заході з Вахдатським та на півночі з Файзабадським районами.

## Адміністративний поділ
Адміністративно район поділяється на 2 сільських джамоати (Дуконі, Пулісангін), до складу яких входять 28 населених пунктів.

## Історія
Район утворений 1936 року з частин Файзабадського, Дангаринського і Кангуртського. З 1939 по 1951 роки перебував у складі Сталінабадської області. У 1950-х роках скасований. У 1996 році відновлений у складі Хатлонської області з частин Яванського, Дангаринського, Кофарніхонського і Файзабадського районів.